# Mezinárodní letiště Norman Manley
Norman Manley International Airport (IATA: KIN, ICAO: MKJP), dříve Palisadoes airport, je mezinárodní letiště ve městě Kingston na Jamajce. Stejně jako mezinárodní letiště Sangster je sídlem letecké společnosti Air Jamaica (nyní dceřiná společnost Caribbean Airlines). Bylo pojmenováno po bývalém premiérovi Jamajky Normanu Manleym.

## Popis
Letiště nabízí spoje v Karibiku, do USA i do Londýna. Má jednu přistávací dráhu 12/30 o délce 2700 m.